# Positives Denken
Positives Denken (auch „neues Denken“, „richtiges Denken“, „Kraftdenken“, „mentaler Positivismus“ oder Lucky Girl Syndrome) ist eine Denk-Methode, bei welcher das eigene bewusste Denken konstant positiv zu beeinflussen versucht wird (z. B. mit Hilfe von Affirmationen oder Visualisierungen), um eine dauerhaft konstruktive und optimistische Grundhaltung zu erreichen und infolgedessen eine höhere Zufriedenheit und Lebensqualität zu erzielen.
Häufig wird das Konzept als Allheilmittel beworben, bspw. in der Alltagspsychologie, im Persönlichkeits-/Motivationstraining oder in der Selbsthilfeliteratur. Eine zu vehemente Befolgung allerdings hat vielfältige negative Folgen, bspw. kann dies Verdrängung verstärken und zum Realitätsverlust führen. Radikale Vertreter gehen dem unwissenschaftlichen Gesetz der Anziehung folgend sogar davon aus, dass durch positives Denken sämtliche Wünsche „manifestiert“ werden können. Diese Annahme basiert auf einem Gerechte-Welt-Glaube und wird wissenschaftlich klar abgelehnt.

## Geschichtliche Ausformungen
Positives Denken entstand in der zweiten Hälfte des 19. Jahrhunderts aus den geistigen Anstößen vor allem von Ralph Waldo Emerson und seiner Transcendentalists (als Vorläufer), die dann von Phineas Parkhurst Quimby, Ralph Waldo Trine, Prentice Mulford u. a. in Amerika weitergeführt wurden. In Europa wurden der „Mesmerismus“ und die Coué-Methode weiterbetrieben. Für Japan ist Masaharu Taniguchi erwähnenswert. In Deutschland machte sich neben Oscar Schellbach (Institut für „Mentalen Positivismus“ seit 1921), dessen „Seelephonie-Platten“ als Vorläufer der Subliminals angesehen werden können, vor allem Karl Otto Schmidt (Neugeist) einen Namen. Heute ist die Tendenz zu immer weniger theoretischen Begründungen bei gleichzeitiger Ausweitung positiver Fallgeschichten und praktischer Anleitungen feststellbar (Joseph Murphy und sein Schüler Erhard F. Freitag, Dale Carnegie, Norman Vincent Peale, Frederick Bailes und Vernon Howard). Ab Dezember 2022 verbreitete sich das Konzept über TikTok unter der neuen Bezeichnung „Lucky Girl Syndrome“.
In einigen Werken, die sich mit dem Thema befassen, nimmt der Glaube eine zentrale Stellung ein. Allerdings handelt es sich hierbei nicht in erster Linie um einen religiös motivierten und transzendental ausgerichteten Glauben, sondern um die Überzeugung, dass Dinge, die ein Mensch für „wahr“ hält, die Tendenz haben, sich in seinem Leben zu verwirklichen. Je nach weltanschaulichem Vorverständnis zeigt sich positives Denken als Methode, falsche oder nicht vorhandene, sondern nur durch Denken erschaffene negative Wirklichkeit und ihre Auswirkungen abzubauen (Christian Science) oder – in monistisch / spirituellem Sinn (Neugeist / Unity) – die „geistigen Gesetze“ positiv / richtig anzuwenden. Während in Gruppen und Sondergemeinschaften positives Denken als Methode für Heilung (und Heil) an erster Stelle steht, wird über den Buchmarkt positives Denken als Lebenshilfe angeboten. Es verspricht Gewinnmaximierung, Gesundheit und Glück. Zahlreiche Hilfsmittel sollen den gedanklichen Optimismus unterstützen (positiver Sinnspruch im Kalender; Kurztext über Telefon; Sublimationsträger mit der Behauptung der unterschwelligen Beeinflussung).

## Kritik
Eine weltweit erste umfassende Kritik des Positiven Denkens auf der Basis der wissenschaftlichen Psychologie wurde von dem deutschen Psychotherapeuten Günter Scheich vorgenommen. Sein Buch Positives Denken macht krank. Vom Schwindel mit gefährlichen Erfolgsversprechen gilt schon seit der Erstauflage von 1997 als Standardwerk. Scheich gibt an, dass die Wirksamkeit des Positiven Denkens bereits vor dem Hintergrund des Umstandes „mehr als fraglich“ sei, dass in keinem Land mehr Menschen Psychotherapie machen als in dessen Ursprungsland (den USA).
Psychologen und Psychiater warnen ausdrücklich davor, dass die Methoden labile und depressive Patienten weiter schädigen können. Besonders bei unkritischen Menschen können sie auch zu einem Realitätsverlust führen. Der Realitätsverlust kann durch das Vermeiden von kritischen Fragen und der damit einhergehenden teilweisen Leugnung von vorhandenen Schwächen entstehen. Vernachlässigt werden zudem die unterschiedlichen Fähigkeiten der Menschen, ihre unterschiedliche Persönlichkeitsstruktur sowie die Wechselwirkung zwischen individueller Psyche und sozialer Umgebung.
Problematisch wird positives Denken insbesondere dann, wenn Unglück und Leid als vom Menschen selbst verschuldet gelten.
Ein Experiment von Joanne Wood mit Kollegen von der University of Waterloo zeigte, dass Teilnehmer mit gering ausgeprägtem Selbstbewusstsein alleine durch das Aufsagen allgemein positiv konnotierter Sätze ihre Stimmung, ihren Optimismus und ihre Bereitschaft, an Aktivitäten teilzunehmen, messbar verschlechterten. Personen mit gutem Selbstbewusstsein würden zwar leicht von der Autosuggestion profitieren, der Effekt war jedoch kaum ausgeprägt.
Oswald Neuberger, Professor für Psychologie an der Universität Augsburg, sieht in der Methode des Positiven Denkens eine zirkuläre Falle: „Wenn du keinen Erfolg hast, dann bist du eben selber schuld, weil du es offensichtlich nicht richtig probiert hast. Der Trainer aber bleibt unfehlbar.“ Zudem werde das Problem des Versagens individualisiert, Misserfolge personalisiert, das Wirtschafts- und Gesellschaftssystem aber von Schuld freigesprochen.
Colin Goldner, Leiter des Forums Kritische Psychologie e. V., diagnostiziert „Denk- und Wahrnehmungsdefizite“ zunehmend bei Personen, die den „trivialisierten Hypnosuggestionen“ und „pseudodialektischen Heilsversprechen“ tingelnder „Drittklassgurus“ auf den Leim gingen, und kritisiert den „psycho- und sozialdarwinistischen Machbarkeitswahn“ der Motivationstrainer.
Die wichtigsten Kritikpunkte an dem „zwanghaft aufgesetzten positiven Denken“ sind nach Scheich:
- Positives Denken basiert nicht auf der psychologischen Wissenschaft.
- Es handelt sich um ein esoterisches Ratgebergebilde.[7][8][9]

Aufgrund unreifer Ziele und mangelnder Fähigkeiten kann das willentlich aufgesetzte, zwanghafte Positive Denken nicht nur nutzlos sein, sondern auch erheblichen Schaden für die Psyche des (fanatischen) „Positiv-Denkers“ anrichten. Zugleich zeigt sich nach Scheich auch, dass viele Menschen, die bewusst positiv denken wollen, noch nie so stark negativ gedacht haben. Es ist ein Paradoxon der „entgegengesetzten Wirkung“ von Abschottung, Realitätsverlust und Bewusstseinsspaltung in das „positiv denkende Ich“ und den „übermächtigen Rest der Seele“.
Das „Positive Denken“ kontraindiziert die besondere Errungenschaft der aufkommenden Seelenheilkunde Ende des 19. Jahrhunderts. Hier wurde u. a. von Freud u. a. die besondere seelische sowie evolutionäre Bedeutung der negativen Gefühle und Gedanken erkannt. Das Wahrnehmen und Ausdrücken negativer Gefühle und Gedanken wird bis in die Gegenwart als Hilfe, Befreiung und Problemlösestrategie bei psychischen Belastungen und Erkrankungen von den unterschiedlichsten psychotherapeutischen Schulen genutzt.
Das zwanghaft aufgesetzte Positive Denken wird aufgrund der vorliegenden Schriften und Äußerungen der Verfechter als eine Art Religion postuliert. Der Glaubensanspruch besteht darin, dass das Positive Denken ein anscheinender Weg der Selbsterlösung auf Erden ist. Diese Selbsthilfemethode des Zwangsoptimismus hat nichts mit einem durchaus berechtigten gesunden Optimismus zu tun.
Kritisch zu sehen ist nach Scheich ebenfalls das dem „Positiven Denken“ immanente Menschenbild der ungehemmt-grenzenlosen sowie moralfreien permanenten Absicht der Selbst- und Fremdmanipulation. Der Mensch wird so zur Marionette von unreifem Wunschdenken und Egotrips. Er verliert dabei jegliche Wertvorstellungen und zwischenmenschlich notwendige Ansprüche im gegenseitigen Umgang.